# Partecipanti al Tour de France 1930
Qui di seguito viene riportato l'elenco dei partecipanti al Tour de France 1930.

## Corridori per squadra
Nota: R ritirato, NP non partito, E eliminato
| Belgio   | Belgio              | Belgio   | Cicloturisti | Cicloturisti       | Cicloturisti | Cicloturisti | Cicloturisti      | Cicloturisti |
| -------- | ------------------- | -------- | ------------ | ------------------ | ------------ | ------------ | ----------------- | ------------ |
| 1        | Jean Aerts          | R 13ª    | 101          | Marcel Masson      | 51º          | 146          | Julien Perrain    | R 9ª         |
| 2        | Aimé Dossche        | 12º      | 102          | Léopold Boisselle  | 40º          | 147          | Louis Bajard      | 29º          |
| 3        | Jef Demuysere       | 4º       | 103          | Georges Petit      | 57º          | 148          | Gaston Persigan   | R 7ª         |
| 4        | Jan Mertens         | 15º      | 104          | Charles Cottalorda | 54º          | 149          | Jean Goulème      | 26º          |
| 5        | Frans Bonduel       | 7º       | 105          | Battista Berardi   | 48º          | 150          | François Ondet    | 28º          |
| 6        | Louis Delannoy      | 11º      | 106          | Paul Filliat       | NP 1ª        | 152          | Marcel Tissier    | 47º          |
| 7        | Georges Laloup      | 19º      | 107          | Pierre Charon      | R 2ª         | 153          | Lucien Buysse     | R 16ª        |
| 8        | Omer Taverne        | 30º      | 108          | François Moreels   | 25º          | 154          | Omer Huyse        | R 2ª         |
| Italia   | Italia              | Italia   | 109          | Armand Goubert     | 43º          | 155          | Ernest Mottard    | NP 3ª        |
| 9        | Alfredo Binda       | R 10ª    | 110          | Odile Taillieu     | R 9ª         | 156          | Jérôme Declercq   | R 7ª         |
| 10       | Domenico Piemontesi | NP 10ª   | 111          | Henri Prévost      | 46º          | 158          | Aurelio Menegazzi | R 5ª         |
| 11       | Gaetano Belloni     | NP 5ª    | 112          | Henri Gottrand     | 42º          | 159          | Siro Magagnini    | NP 1ª        |
| 12       | Learco Guerra       | 2º       | 113          | Charles Cento      | R 7ª         | 166          | Fernand Bruynoohe | R 9ª         |
| 13       | Giuseppe Pancera    | 20º      | 114          | Georges Berton     | 23º          | 167          | Candide Badal     | R 9ª         |
| 14       | Leonida Frascarelli | R 7ª     | 115          | Pierre Bobo        | 58º          | 168          | Fernand Robache   | 41º          |
| 15       | Felice Gremo        | R 7ª     | 116          | Edouard Teisseire  | 52º          | 169          | Lucien Laval      | 35º          |
| 16       | Marco Giuntelli     | 31º      | 117          | Paul Lanteri       | 55º          | 171          | Lorenzo Fortuno   | NP 2ª        |
| Spagna   | Spagna              | Spagna   | 118          | Lucien Lange       | 50º          | 173          | Mario Della Fina  | NP 1ª        |
| 17       | Salvador Cardona    | 16º      | 119          | Fernand Moulet     | R 20ª        | 182          | André Souchard    | R 4ª         |
| 18       | Jose Trueba         | 36º      | 120          | Emile Faillu       | 56º          | 184          | Raymond Lales     | R 1ª         |
| 19       | Valeriano Riera     | 17º      | 121          | Maurice Arnoult    | R 7ª         | 186          | Giovanni Ronco    | NP 2ª        |
| 20       | Francisco Cepeda    | 27º      | 122          | Benoît Fauré       | 8º           |              |                   |              |
| 21       | Vicente Trueba      | 24º      | 123          | Marcel Folliot     | R 9ª         |              |                   |              |
| 22       | Juan Mateu          | 34º      | 124          | Jean Ampurias      | 53º          |              |                   |              |
| 23       | Jesus Dermit        | R 2ª     | 125          | Auguste Encrine    | 32º          |              |                   |              |
| 24       | Nicola Tubu         | R 7ª     | 126          | Ubaldo Merlo       | R 7ª         |              |                   |              |
| Germania | Germania            | Germania | 127          | Marcel Ilpide      | 59º          |              |                   |              |
| 25       | Felix Manthey       | 22º      | 128          | Pierre Jouel       | 38º          |              |                   |              |
| 26       | Rudolf Wolke        | R 7ª     | 129          | Guy Bariffi        | 49º          |              |                   |              |
| 27       | Herbert Nebe        | R 19ª    | 130          | Louis Péglion      | 14º          |              |                   |              |
| 28       | Adolf Schön         | 10º      | 131          | Adrien Plautin     | 39º          |              |                   |              |
| 29       | Oskar Thierbach     | 13º      | 132          | Marcel Mazeyrat    | 18º          |              |                   |              |
| 30       | Alfred Siegel       | 32º      | 133          | Eugène Greau       | NP 1ª        |              |                   |              |
| 31       | Hermann Buse        | R 9ª     | 134          | Fernand Fayolle    | R 17ª        |              |                   |              |
| 32       | Oskar Tietz         | R 9ª     | 135          | Paul Delbart       | 44º          |              |                   |              |
| Francia  | Francia             | Francia  | 136          | Jean Martinet      | 45º          |              |                   |              |
| 33       | Charles Pélissier   | 9º       | 137          | Marcel Huot        | R 14ª        |              |                   |              |
| 34       | Victor Fontan       | R 9ª     | 138          | Eugen Werner       | R 7ª         |              |                   |              |
| 35       | Jules Merviel       | 21º      | 139          | Secundo Martinetto | NP 3ª        |              |                   |              |
| 36       | Marcel Bidot        | 5º       | 140          | François Menta     | NP 1ª        |              |                   |              |
| 37       | Antonin Magne       | 3º       | 141          | Remy Verschaetse   | E 9ª         |              |                   |              |
| 38       | André Leducq        | 1º       | 142          | Henri Touzard      | 37º          |              |                   |              |
| 39       | Pierre Magne        | 6º       | 144          | Albert Barthélémy  | NP 10ª       |              |                   |              |
| 40       | Joseph Mauclair     | R 9ª     | 145          | Henri Simonin      | NP 7ª        |              |                   |              |